# Oscar Kramer
Oscar Kramer (Buenos Aires, 1937 – ibídem, 6 de abril de 2010) fue un productor cinematográfico argentino. Trabajó de manera destacada en el cine de la Argentina.
K&S Films, la compañía cinematográfica fundada por Kramer junto al empresario Hugo Sigman, ha producido películas argentinas muy relevantes, tanto para la escena nacional como la internacional, con títulos como Kamchatka, El perro, El último Elvis, Séptimo y Relatos salvajes.

## Filmografía
- La historia oficial (1985)
- Eversmile, New Jersey (1989)
- Alambrado (1990)
- La peste (1993)
- De eso no se habla (1993)
- Corazón iluminado (1996)
- The Tango Lesson (1997)
- El impostor (1997)
- Plata quemada (2001)
- Kamchatka (2002)
- El último tren (2002)
- Carandiru (2003)
- El perro (2004)
- Tiempo de valientes (2005)
- El camino de San Diego (2006)
- Crónica de una fuga (2006)
- El pasado (2007)
- Los Marziano (2011)